# سیکریمین
سیکریمین (انگلیسی: Cycrimine) (نام تجاری Pagitane) یک داروی مرکزی آنتی کولینرژیک است که برای کاهش سطح استیل‌کولین در درمان بیماری پارکینسون طراحی شده است. مکانیسم اثر آن اتصال به گیرنده استیل‌کولین موسکارینی M1 است.

## سنتز

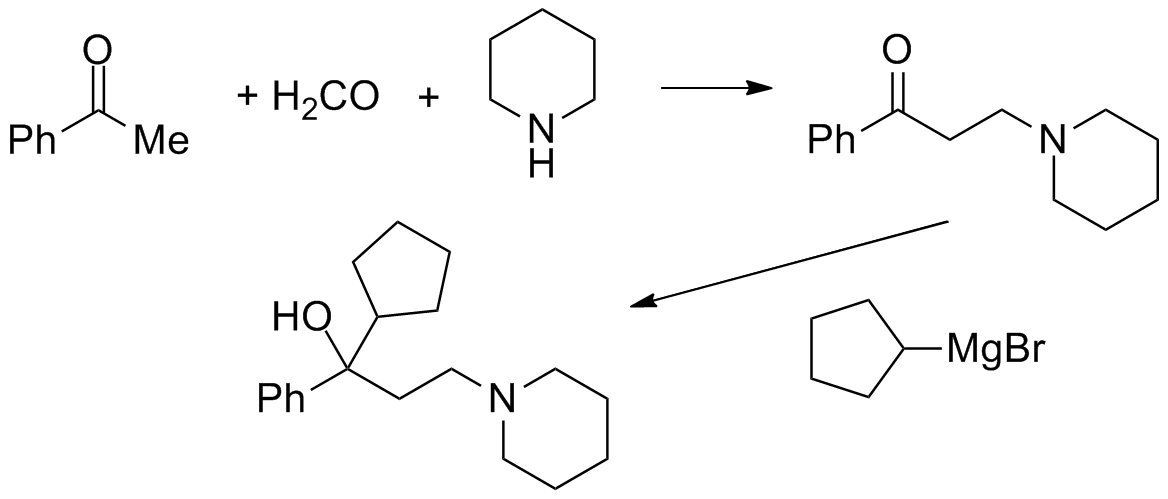
سنتز سیکریمین: